# تل حسن ۰۸۸–۲۲۱
تل حسن ۰۸۸–۲۲۱ مربوط به دوران‌های تاریخی پس از اسلام است و در شهرستان شوشتر، روستای تلتبیه واقع شده و این اثر در تاریخ ۵ آذر ۱۳۸۰ با شمارهٔ ثبت ۴۲۹۱ به‌عنوان یکی از آثار ملی ایران به ثبت رسیده است.